# Вечера љубави
Вечера љубави (или гозба љубави; гр: агапе) је био обичај заједничког дељења храна и пића који су упражњавали рани хришћани.
Сматра се да происходи из старијих јеврејских или медитеранских обичаја. Гозбе љубави су подразумевале доста хране и пића. Хришћански писци, од Павла до Августина, су говорили о злоупотреби овог обичаја. Почетком средњег века, гозбе љубави су замењене еухаристијом која је укључивала симболичну количину хлеба и вина.